# 雷米·塔莱斯
雷米·塔莱斯（法語：Rémi Talès；1984年5月2日—）是一位法國橄欖球運動員。他是法國國家橄欖球隊的一員，代表法國參加了2015年世界盃橄欖球賽。